# Lycorea pasinuntia
Lycorea pasinuntia is een vlinder uit de familie Nymphalidae, onderfamilie Danainae.
De wetenschappelijke naam van de soort is voor het eerst geldig gepubliceerd in 1780 door Caspar Stoll.